# Swantje Volkmann

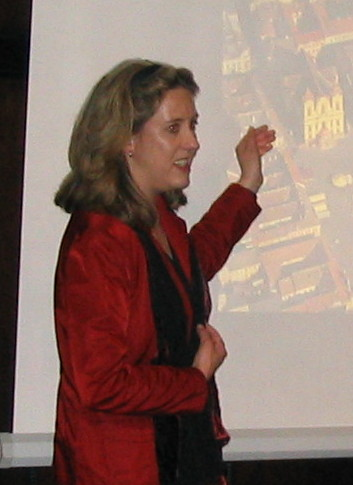
Swantje Volkmann bei einem Vortrag in Berlin, 2006

Swantje Volkmann (* 24. August 1967 in Gardelegen/Altmark, Deutsche Demokratische Republik) ist Kulturreferentin für Südosteuropa an der Stiftung Donauschwäbisches Zentralmuseum in Ulm.

## Leben
Swantje Volkmann legte 1986 in Gardelegen an der Erweiterten Oberschule K. F. W. Wander das Abitur ab. Von 1986 bis 1989 studierte sie in der Fachkombination Geschichtslehrer und Deutschlehrer für die Oberstufe Pädagogik und Psychologie in Dresden. 1989 wurde sie wegen eines Ausreiseantrags in die Bundesrepublik Deutschland exmatrikuliert.
Ab 1990 studierte Swantje Volkmann an der Ruprecht-Karls-Universität Heidelberg, mit dem Hauptfach Mittlere und Neuere Geschichte und dem Nebenfach Europäische Kunstgeschichte. 1996 legte sie ihre Magisterarbeit zum Thema: Der planmäßige Aufbau einer Kulturlandschaft am Beispiel der Besiedlung des Temescher Banats im 18. Jahrhundert vor und erhielt den Abschluss Magister artium. Von 1997 bis 2000 hielt sie sich für zahlreiche Archiv- und Studienbesuche in Tübingen, Rottenburg, München, Wien, Budapest, Temeswar und Maria Radna auf. 2000 promovierte sie an der Ruprecht-Karls-Universität Heidelberg mit der Dissertationsschrift: Die Architektur im Temescher Banat im 18. Jahrhundert.
Seit 2002 ist Swantje Volkmann im Auftrag des Bundesbeauftragten für Kultur und Medien Kulturreferentin des Donauschwäbischen Zentralmuseums in Ulm. Schwerpunkt ihrer Tätigkeit ist die kulturelle Breitenarbeit zur Bewahrung, Verbreitung und Erforschung der Geschichte der deutschen Siedlungsgebiete in Südosteuropa und die grenzüberschreitenden Kontakte zu ansässigen Ethnien in Südosteuropa. Ihre Arbeit hat das Ziel das Zusammenwachsen Europas im kulturellen Bereich zu fördern.
In dieser Funktion ist Swantje Volkmann zuständig für die Vermittlung der Geschichte und der kulturellen Besonderheiten der Deutschen in Südosteuropas. Ihre Schwerpunkte liegen hier bei den Donauschwaben und den Siebenbürger Sachsen. Zu diesem Zweck bietet sie verschiedene Veranstaltungen an, sowohl in Deutschland als auch in den ehemaligen Siedlungsgebieten, darunter Referate, Seminare oder Workshops in Schulen, Volkshochschulen, Institutionen der Erwachsenenbildung, Familienbildungsstätten, dem Donaubüro in Ulm und in Verbindung mit Städtepartnerschaften.
Darüber hinaus unterstützt sie die kulturelle Breitenarbeit der donauschwäbischen und der siebenbürgisch-sächsischen Landsmannschaften wie der Landsmannschaft der Donauschwaben, der Landsmannschaft der Banater Schwaben, der Landsmannschaft der Sathmarer Schwaben, der Landsmannschaft der Deutschen aus Ungarn und dem Verband der Siebenbürger Sachsen. Am 12. Februar 2011 wurde Swantje Volkmann Mitglied im Bundesvorstand der Landsmannschaft der Banater Schwaben.

## Veröffentlichungen
- Swantje Volkmann: Die Domkirche Sankt Georg in Temeswar. Wort + Welt + Bild, München 2005, ISBN 3-9807949-8-9.
- Swantje Volkmann: Die Architektur des 18. Jahrhunderts im Temescher Banat. Selbstverlag, Heidelberg 2001, S. 704.